# Каменни Мост
Каменни Мост, Кам'яний Міст (пол. Kamienny Most, нім. Steinhöfel) — село в Польщі, у гміні Хоцивель Старгардського повіту Західнопоморського воєводства.
Населення — 233 особи (2011).
У 1975-1998 роках село належало до Щецинського воєводства.

## Краєзнавча довідка
Село знаходиться на березі озера Каменний Міст, що на Інському поозер'ї, на території Інського ландшафтного парку.
Історія селища сягає давньослов'янських поселенців. До 1250 року місцевість належала Барниму І, а потім сімейству фон Ведель. Історичний палац Веделів дев'ятнадцятого століття тепер займає училище.

## Транспорт
Практично щогодини усю світлу пору доби ходять автобуси. Це маршрути Старгард — Хоцивель — Інсько, Хоцивель — Кам'яний Міст та Хоцивель — Злоченець. Є навіть один прямий автобус до Щецина.
За 3 км від Каменного Мосту в місті Хоцивель є залізнична станція Хоцивель, де зупиняються приміські поїзди Щецин — Кошалін та швидкі поїзди Щецин — Гданськ.

## Управління
Адміністративно підпорядковане гміні Хоцивель, знаходячись за 3,5 кілометра від центру гміни — Хочивля й за 26 км від Старгарду.

## Освіта
- У Кам'яному Мості професійне училище займає старовинний замок родини Веделів, який є пам'яткою архітектури.
- Діє дошкільний навчальний заклад [3]

## Демографія
Демографічна структура станом на 31 березня 2011 року:
|          | Загалом | Допрацездатний вік | Працездатний вік | Постпрацездатний вік |
| -------- | ------- | ------------------ | ---------------- | -------------------- |
| Чоловіки | 123     | 21                 | 95               | 7                    |
| Жінки    | 110     | 29                 | 64               | 17                   |
| Разом    | 233     | 50                 | 159              | 24                   |